# Jeremy Ngakia
Jeremy Mpobi Ngakia (Deptford, Reino Unido, 7 de septiembre de 2000) es un jugador de fútbol profesional inglés que juega como defensa en el Watford F. C. de la EFL Championship.

## Trayectoria
Nacido en Deptford, south London, se formó los primeros años en la academia del Chelsea antes de unirse al West Ham United a la edad de 14 años después de ser descubierto por el entrenador de porteros de la academia del West Ham, Jerome John, mientras jugaba para el club juvenil Ballers Football Academy, con sede en Surrey Quays. Ngakia hizo su debut sub-18 con el West Ham durante la temporada 2017-2018, haciendo su debut sub-23 en febrero de 2018.

### West Ham United
El 29 de enero de 2020, Ngakia debutó con el West Ham, en un partido que se saldó con una derrota por 2-0. Correspondía a una jornada de la Premier League en la que perdió contra el Liverpool.
En junio de 2020, con su contrato que debía finalizar a fin de mes, Ngakia rechazó la oferta de una extensión del mismo, dejando disponibilidad a una transferencia gratuita, en el momento en el que finalizara su contrato vigente. El West Ham confirmó más tarde su salida a finales de junio de 2020. La última aparición de Ngakia en el West Ham fue  en la derrota por 2-0 en la Premier League contra el Wolverhampton Wanderers el 20 de junio de 2020 y al West Ham aún le quedaban siete partidos en la temporada 2019/20.

### Watford
Tras su paso por la Premier League, empieza un nuevo recorrido para el en Championship, de la mano del Watford con quien firmó el 14 de agosto de 2020 un contrato de cuatro años. Debutó en la temporada 2020/21 en el primer partido de la liga, el 11 de septiembre de 2020, en un partido que terminó 1–0 ganando en casa contra el Middlesbrough.

## Estadísticas
| Club            | Temporada    | Liga           | Liga        | Liga  | FA Cup      | FA Cup | League Cup  | League Cup | Otros        | Otros | Total       | Total |
| Club            | Temporada    | Division       | Apariciones | Goles | Apariciones | Goles  | Apariciones | Goles      | Aparicioness | Goles | Apariciones | Goles |
| --------------- | ------------ | -------------- | ----------- | ----- | ----------- | ------ | ----------- | ---------- | ------------ | ----- | ----------- | ----- |
| West Ham United | 2019–20      | Premier League | 5           | 0     | 0           | 0      | 0           | 0          | 0            | 0     | 5           | 0     |
| Watford         | 2020–21      | Championship   | 21          | 0     | 1           | 0      | 0           | 0          | 0            | 0     | 22          | 0     |
| Career total    | Career total | Career total   | 26          | 0     | 1           | 0      | 0           | 0          | 0            | 0     | 27          | 0     |